# Comuna Fursî, Bila Țerkva
Fursî (în ucraineană Фурси) este o comună în raionul Bila Țerkva, regiunea Kiev, Ucraina, formată din satele Cimîrivka și Fursî (reședința).

## Demografie
Componența lingvistică a comunei Fursî
     Ucraineană (94,25%)
     Rusă (5,27%)
     Alte limbi (0,2%)
Conform recensământului din 2001, majoritatea populației comunei Fursî era vorbitoare de ucraineană (94,25%), existând în minoritate și vorbitori de rusă (5,27%).